# Кнур (річка)
Кнур — річка в Україні, у Тернопільському районі Тернопільської області, ліва притока Свинюхи (басейн Дністра).

## Опис
Довжина річки близько 9 км. Висота витоку над рівнем моря — 339 м, висота гирла — 332 м, падіння річки — 7 м, похил річки — 0,78 м/км.

## Розташування
Бере початок на південно-східній стороні від села Драгоманівки. Тече переважно на південний схід через село Йосипівка і в селі Дворіччя впадає в річку Свинюху, праву притоку Нішли.